# Igarapé do Baú
Igarapé do Baú är ett vattendrag i Brasilien.   Det ligger i delstaten Pará, i den centrala delen av landet, 1 200 km nordväst om huvudstaden Brasília.
I omgivningarna runt Igarapé do Baú växer i huvudsak städsegrön lövskog. Trakten runt Igarapé do Baú är nära nog obefolkad, med mindre än två invånare per kvadratkilometer.